# Teatro Nacional dos Estados Unidos da América
Teatro Nacional dos Estados Unidos da América é uma companhia de teatro em Nova Iorque. O teatro não tem nenhuma ligação com o governo americano, o nome foi concebido para ser bem-humorado.
A trupe, fundada em 2000, foi elogiada por Gothamist como uma "gang maldosa de inovadores (que) representa alguns dos melhores atributos do teatro "experimental" de downtown". O The New York Times acusou o grupo de ter "furtivamente tornado um dos mais emocionantes e excêntricos companhias de teatro de jovens na cidade".